# 牛目突吻鱈
牛目突吻鱈，為輻鰭魚綱鱈形目鼠尾鱈科的其中一種，分布於東太平洋厄瓜多與祕魯海域，包括加拉巴哥群島，深度605-1000公尺，體長可達42.5公分，屬深海底棲性魚類，棲息在大陸坡底層水域，生活習性不明。

## 扩展阅读
維基物種上的相關：牛目突吻鱈